# Juan Antonio Tomé Paule
Juan Antonio Tomé Paule, (Pozuelo de Zarzón, Espanha, 1933) é escritor na Estremadura e espanhol, integrado ao longo de sua vida ao jornal Hoy, autor de Un mundo cambiáu.

## Biografia
Juan Antonio Tomé trabalhou como professor em Gata por dois anos e mais de quarenta em Hoyos. Ele também foi correspondente do jornal Estremadura Hoy desde 1954. Ele atualmente reside na aldeia de Hoyos.
Juan Antonio gostava de escrever quando criança, tanto em espanhol como em estremenho. Ele colaborou em diferentes publicações, destacando seu trabalho para o jornal Hoy.
Ele ganhou concursos e prêmios em concursos poéticos em diferentes locais de geografia. Seu Un mundo cambiáu, ganhou o segundo prêmio do concurso poético "Ruta de la Plata" na categoria de discurso popular. 